# United Kingdom House
 (mai 2019).
United Kingdom House, situé au 164–182 Oxford Street, dans la Cité de Westminster, à Londres, est un ancien grand magasin Waring & Gillow, classé de grade II, conçu en 1905–1906 par Frank Atkinson avec les conseils de Richard Norman Shaw. Il est maintenant utilisé pour des commerces de détail et des bureaux.